# Kadehalli, Gudibanda
Kadehalli là một làng thuộc tehsil Gudibanda, huyện Kolar, bang Karnataka, Ấn Độ.